# Русские в Молдове

Доля русских среди всего населения Молдавии по данным переписи 2004 года

Ру́сские в Молда́вии — одно из крупнейших национальных меньшинств современной Молдавии. По результатам переписи населения 2014 года русские составляли 4,1 % населения республики и являлись пятой по численности национальностью в стране. Высокая доля межэтнических браков у русских Молдавии была характерна для советского периода. С получением независимости Молдавии русская молодежь стала ещё чаще вступать в браки с молдаванами..

## Численность
Согласно итогам переписи населения 1989 года в Молдавской ССР проживало около 600 тысяч русских.
В 2004 году были проведены переписи населения Молдавии и Приднестровья, которые выявили резкое сокращение числа русских и русскоязычных на прежде единой территории Молдавии. В Молдавии (без учёта Приднестровья) была зафиксирована 201 тысяча русских, в Приднестровье — 165 тысяч; таким образом, за 15 лет русское население в целом уменьшилось примерно на 40 % (с почти 600 тысяч до 366 тысяч).

## Численность русских по районам по итогам переписи 2014г
| Название                                        | Молдавское название                    | Карта | Население всего, чел. | Русские, чел. |
| ----------------------------------------------- | -------------------------------------- | ----- | --------------------- | ------------- |
| Муниципий Кишинёв                               | Municipiul Chișinău                    |       | 469402                | 42174         |
| Муниципий Бельцы (Муниципий Бэлць)              | Municipiul Bălți                       |       | 102457                | 15150         |
| Бессарабский район (Район Басарабяска)          | Raionul Basarabeasca                   |       | 23012                 | 1919          |
| Бричанский район (Район Бричень)                | Raionul Briceni                        |       | 70029                 | 1624          |
| Глодянский район (Район Глодень)                | Raionul Glodeni                        |       | 51306                 | 1138          |
| Дондюшанский район (Район Дондушень)            | Raionul Dondușeni                      |       | 37856                 | 2010          |
| Дрокиевский район                               | Raionul Drochia                        |       | 74443                 | 1178          |
| Дубоссарский район                              | Raionul Dubăsari                       |       | 29271                 | 275           |
| Единецкий район                                 | Raionul Edineț                         |       | 71849                 | 3832          |
| Кагульский район                                | Raionul Cahul                          |       | 105324                | 4626          |
| Каларашский район                               | Raionul Călărași                       |       | 64401                 | 531           |
| Кантемирский район                              | Raionul Cantemir                       |       | 52115                 | 545           |
| Каушанский район                                | Raionul Căușeni                        |       | 81185                 | 2762          |
| Криулянский район                               | Raionul Criuleni                       |       | 70648                 | 746           |
| Леовский район                                  | Raionul Leova                          |       | 44702                 | 735           |
| Ниспоренский район                              | Raionul Nisporeni                      |       | 53154                 | 173           |
| Новоаненский район                              | Raionul Anenii Noi                     |       | 78996                 | 3515          |
| Окницкий район                                  | Raionul Ocnița                         |       | 47425                 | 2024          |
| Оргеевский район                                | Raionul Orhei                          |       | 101502                | 1297          |
| Резинский район                                 | Raionul Rezina                         |       | 42486                 | 604           |
| Рышканский район                                | Raionul Rîșcan                         |       | 59226                 | 1523          |
| Сорокский район                                 | Raionul Soroca                         |       | 77656                 | 1470          |
| Страшенский район                               | Raionul Strășeni                       |       | 82675                 | 859           |
| Сынжерейский район                              | Raionul Sîngerei                       |       | 79814                 | 2472          |
| Тараклийский район                              | Raionul Taraclia                       |       | 37357                 | 1685          |
| Теленештский район                              | Raionul Telenești                      |       | 61144                 | 303           |
| Унгенский район                                 | Raionul Ungheni                        |       | 101064                | 1695          |
| Фалештский район                                | Raionul Fălești                        |       | 78258                 | 1984          |
| Флорештский район                               | Raionul Florești                       |       | 76457                 | 3331          |
| Хынчештский район                               | Raionul Hîncești                       |       | 103784                | 1065          |
| Чимишлийский район                              | Raionul Cimișlia                       |       | 49299                 | 1797          |
| Шолданештский район                             | Raionul Șoldănești                     |       | 36743                 | 261           |
| Штефан-Водский район                            | Raionul Ștefan-Vodă                    |       | 62072                 | 1310          |
| Яловенский район                                | Raionul Ialoveni                       |       | 93154                 | 769           |
| Автономное территориальное образование Гагаузия | Unitatea Teritorială Autonomă Găgăuzia |       | 134535                | 4344          |
| Всего                                           | Всего                                  | Всего | 2804801               | 111726        |

## История
Русское население появилось на территории Бессарабии в 1730-х годах во время переселения сюда русских старообрядцев. Переселялись в Бессарабию и беглые крепостные, скрывавшиеся бунтовщики, оставались переселенцы, приходившие с русскими войсками во время Русско-турецких войн. К началу XIX века русские составляли всего около 1 % населения края. Активизировались миграционные процессы после присоединения Бессарабии к России в 1812 году.
В соответствии с переписью 1897 года «47,6 % жителей Бессарабии были молдаванами, 19,6 — украинцами, 8 — русскими». 37,2 % горожан составляли евреи, 24,4 — русские, 15,8 — украинцы, 14,2 — молдаване. По мнению некоторых учёных, численность русских в Бессарабии была завышена и составляла меньше чем 8,1 % (155,7 тыс.), так как к русским были причислены и часть украинцев и белорусов. По расчётам В. Зеленчука, численность русских равнялась 123,1 тыс. человек. И. В. Табак приводит цифру в 100 тыс. человек. Перепись 1897 года также свидетельствует, что русские играли заметную роль в сферах, связанных с деятельностью государственной администрации, суда, полиции, юридической, общественной и сословной службы, где они составляли более 60 %. В Приднестровье, относившемся к Херсонской губернии, русские насчитывали 16,9 % (40,7 тыс. чел.), из них в городах жили 40 %, в Тирасполе жили 14 тыс. русских. В сравнении с Бессарабией, в Приднестровье большее число русских было занято сельскохозяйственным, чем умственным трудом.
Согласно румынской переписи 1930 года русские в Бессарабии составляли 351,9 тыс. человек (12,3 %) и были второй после молдаван национальностью в крае. 28,3 % русских жили в городах. Некоторые исследователи отмечают, что численность русского населения была завышена за счёт украинцев и не превышала 200 тыс. человек. На момент образования Молдавской ССР русские на правобережье Днестра составляли 150,3 тысячи, а на левобережье, где ранее была Молдавская АССР — 38 тыс. человек.
В период 1959—1989 гг. численность русского населения в Молдавской ССР возросла с 10,2 % до 13,8 %. Подавляющее большинство русских жили в городах, где они составляли 26,4 % (1989), в сельской местности же количество русских было 3,4 % (1989). Это было обусловлено в частности положительным сальдо миграции из других регионов СССР, так как условия жизни в Молдавии были привлекательны для переселенцев. Занятость большинства русских в ведущих сферах промышленности, образования, науки, культуры гарантировала достаточный материальный уровень жизни и способствовала формированию чувства социальной комфортности. Однако к концу 1980-х годов наметилась тенденция сдачи русскими позиций в важнейших сферах деятельности республики, однако они всё ещё занимали стабильную социально-профессиональную нишу. На фоне этого психологический шок, испытанный русскими накануне и после развала СССР, связанный с резким изменением отношения к ним со стороны молдаван и угрозой понижения социального статуса, оказался даже сильнее, чем, например, в Прибалтике.
В конце 1980-х молдавские национал-радикалы, в особенности унионисты (сторонники присоединения Молдавии к Румынии) стали активно бороться за возрождение подавлявшихся, по их мнению, национальной культуры и языка, что отражалось на проживавших в республике русских и представителях других национальных меньшинств. Государственная политика по отношению к русским в первые годы независимости была сравнительно жёсткой. Из Молдавии начался отток её русскоязычных граждан, которые часто подвергались преследованиям или теряли работу из-за незнания молдавского языка. Но уже в 1994 году началась либерализация языкового режима, давление на население нетитульной нации пошло на спад, национально-языковая напряжённость стала угасать, однако в середине 1997 года она вспыхнула вновь. Тогда правительство Молдавии представило в парламент ряд проектов, направленных на ужесточение языковой политики.
В 2001 году после парламентских выборов к власти пришли коммунисты, чьи предвыборные лозунги о приданию русскому языку статуса государственного, нашли отклик у значительных слоёв населения. Однако коммунисты не выполнили свою программу.

## Современное положение
По результатам опроса 1996 года, 79 % русских горожан Правобережья считали, что при занятии престижных и высокооплачиваемых должностей молдаване имеют явные преимущества. Среди русских кишинёвцев 84 % респондентов считали, что при поступлении в вузы возникает аналогичная ситуация.
В настоящее время, значительная часть русской диаспоры в Молдове отрицает тезис о дискриминации по этническому признаку и придерживается антироссийских взглядов.

## Инфраструктура
В Молдавии работают русские школы и лицеи, есть небольшое число русских групп в вузах. С 1989 года число русских школ в Молдавии (без учёта Приднестровья) до начала XXI века сократилось с 301 до 260. В Молдавии русский язык широко распространён в печатных и электронных СМИ. Также работает Русский драматический театр им. А. П. Чехова, Театр-студия «С улицы Роз» и Кишинёвская городская русская библиотека им. М. В. Ломоносова.
С апреля 2001 года Координационный совет русских общин Республики Молдова начал издавать газету «Русское слово», а Союз русских общин Приднестровья — «Русский Рубеж». В 2004 году в Молдавии транслировались также программы РТР — по 42 эфирным, кабельным и эфирно-кабельным сетям в 24 городах страны.

## Организации
К концу 2010 года российские соотечественники имеют в Молдавии развитую диаспоральную структуру. В современной Молдове (Правобережной Молдавии) наиболее массовой и активной общественной структурой, выражающей интересы российских соотечественников и русскоязычных граждан, является Координационный совет российских соотечественников в Республике Молдова, основой которого выступают Русская община, Центр русской культуры в Республике Молдова), движение «Русское духовное единство», Бельцкая русская община, Молдавское общество преподавателей русского языка и литературы, Ассоциация преподавателей русских учебных заведений. Всего в Координационный совет входит 41 организация, в том числе «Гагауз-ери»). Кроме того, в его мероприятиях проявляет активность Товарищество русских художников Республики Молдова «М-АРТ», Центр Русской культуры РМ. Эти организации занимаются, в основном, не только просветительской деятельностью, но и значительную политическую активность. Так в активе Координационного Совета — более 106 депутатов республиканского (депутаты Парламента) и местного уровней (члены столичного и многих городских и сельских муниципальных советов). У Центра русской культуры есть свой печатный орган:
- Газета «Русское слово» (учредители: Центр русской культуры и Бельцкая русская община);
- Альманах «Русский Альбом»[15].
- интернет портал www.russkie.md

Одной из крупнейших организаций, представляющих интересы русскоязычных жителей Молдовы является Русская община Республики Молдова. Община создана в 1993 году. В настоящее время Русская община РМ является одной из авторитетных и многочисленных организаций в республике. В её состав входят 26 филиалов, в том числе из 26 районов и 17 сёл, а также на правах ассоциированных членов 2 общины (в мун. Бельцы и г. Дрокия). Община является членом республиканского Общественного совета Молдовы.
Другим массовым объединением российских соотечественников является Конгресс русских общин, с которым сотрудничает полиэтничное движение Общественно-политическое движение «Равноправие», В рамках Конгресса русских общин работают также Ассоциация русских писателей Молдавии, Союз мастеров искусств Молдавии, Русский интеллектуальный центр, Гильдия русских предпринимателей Молдовы.
В Молдавии выходят журналы «Русское поле» и «Наше поколение».
С 2001 года в Молдавии функционирует общественная организация «Лига русской молодёжи Республики Молдова». Она занимается защитой прав русскоязычной молодёжи республики, а также стремится к сохранению русской культуры в Молдавии.
В Молдавии проживает около 5 тысяч старообрядцев, чьи интересы представляет общественное объединение «Русское духовное единство».

## Межнациональные браки
С 1970 по 2003 годы произошло резкое увеличение доли межэтнических браков у русских Молдавии: в 1970 году их было 55 % от общего числа заключенных в течение года брачных союзов с участием русских, а в 2003 году — уже 74 %. В 2003 году русские мужчины вступали в браки преимущественно с молдаванками (43 %), реже женились на русских (26 %), ещё реже на украинках (20 %), и очень редко на гагаузках (4 %) и болгарках (3 %). В 1970 году эти показатели составляли соответственно: 25 %, 43 %, 24 %, 2 %, 2 %. Русские женщины в Молдавии в 2003 году также чаще всего вступали в брак с молдаванами (42 %), русскими (26 %), украинцами (19 %), и изредка с гагаузами (4 %) и болгарами (2 %). В 1970 году эти показатели составляли соответственно: 21 %, 46 %, 24 %, 1 %, 2 %.